# 曾念平
曾念平（？—），男，中国摄影师、导演，中国电影家协会理事，中国电影金鸡奖最佳摄影。摄影代表作有电视剧《橘子红了》、《大明宫词》等，导演代表作有电视剧《人间四月天》。

## 家庭
妻子李少红。